# Buhani, Arad
Buhani este un sat în comuna Dezna din județul Arad, Crișana, România.

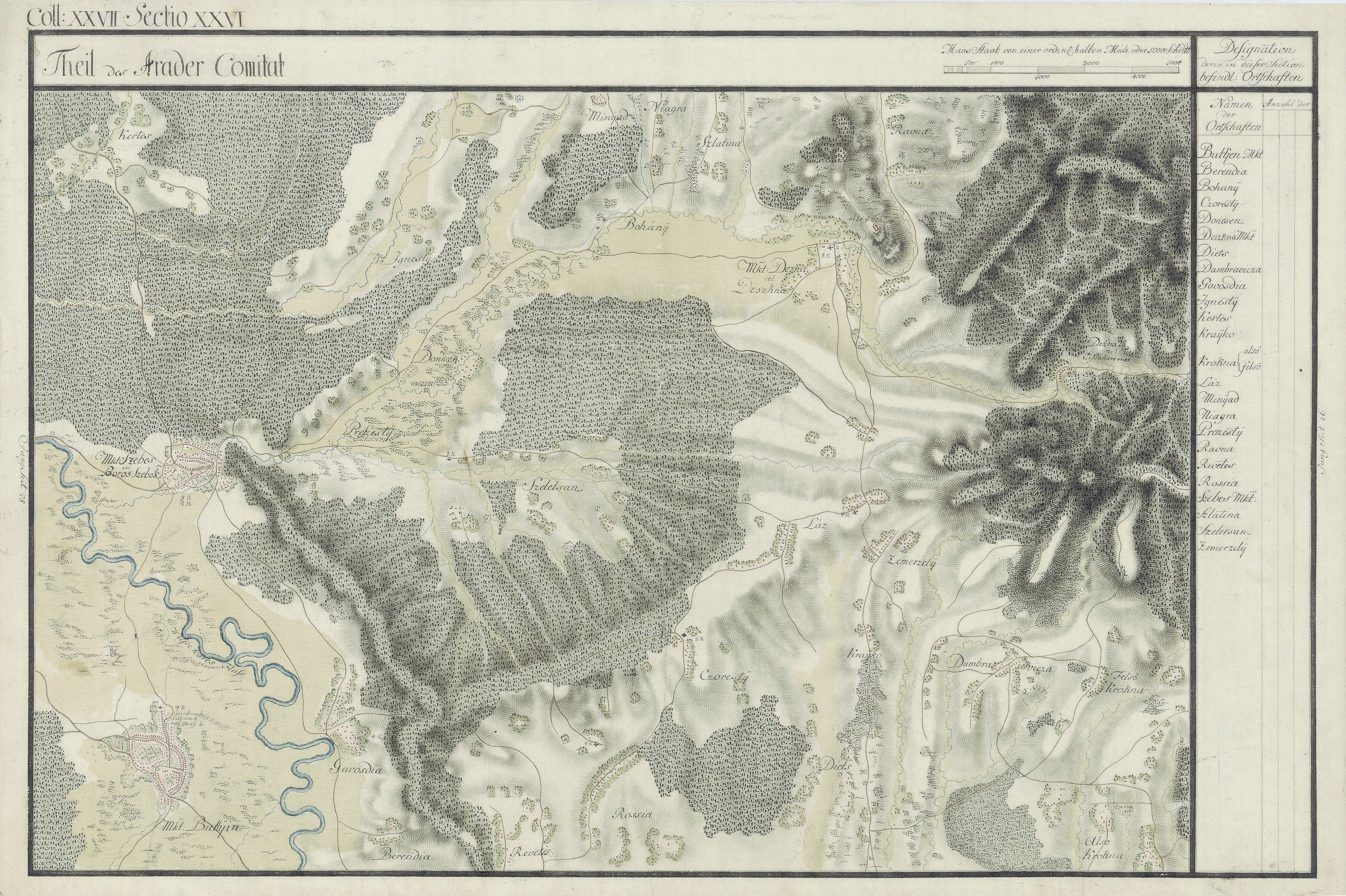
Buhani în Harta Iosefină a Comitatului Arad, 1782-85

## Galerie de imagini

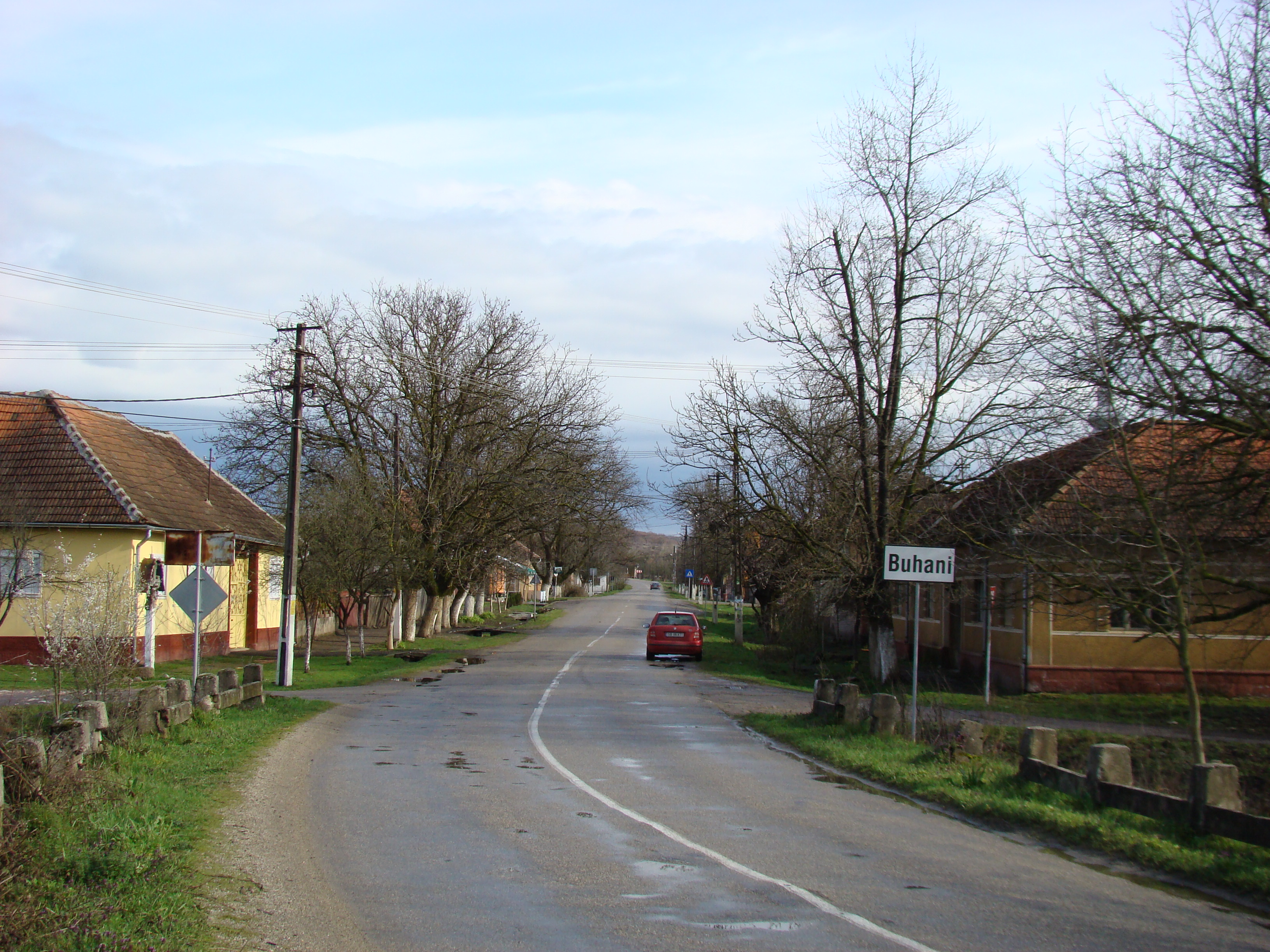
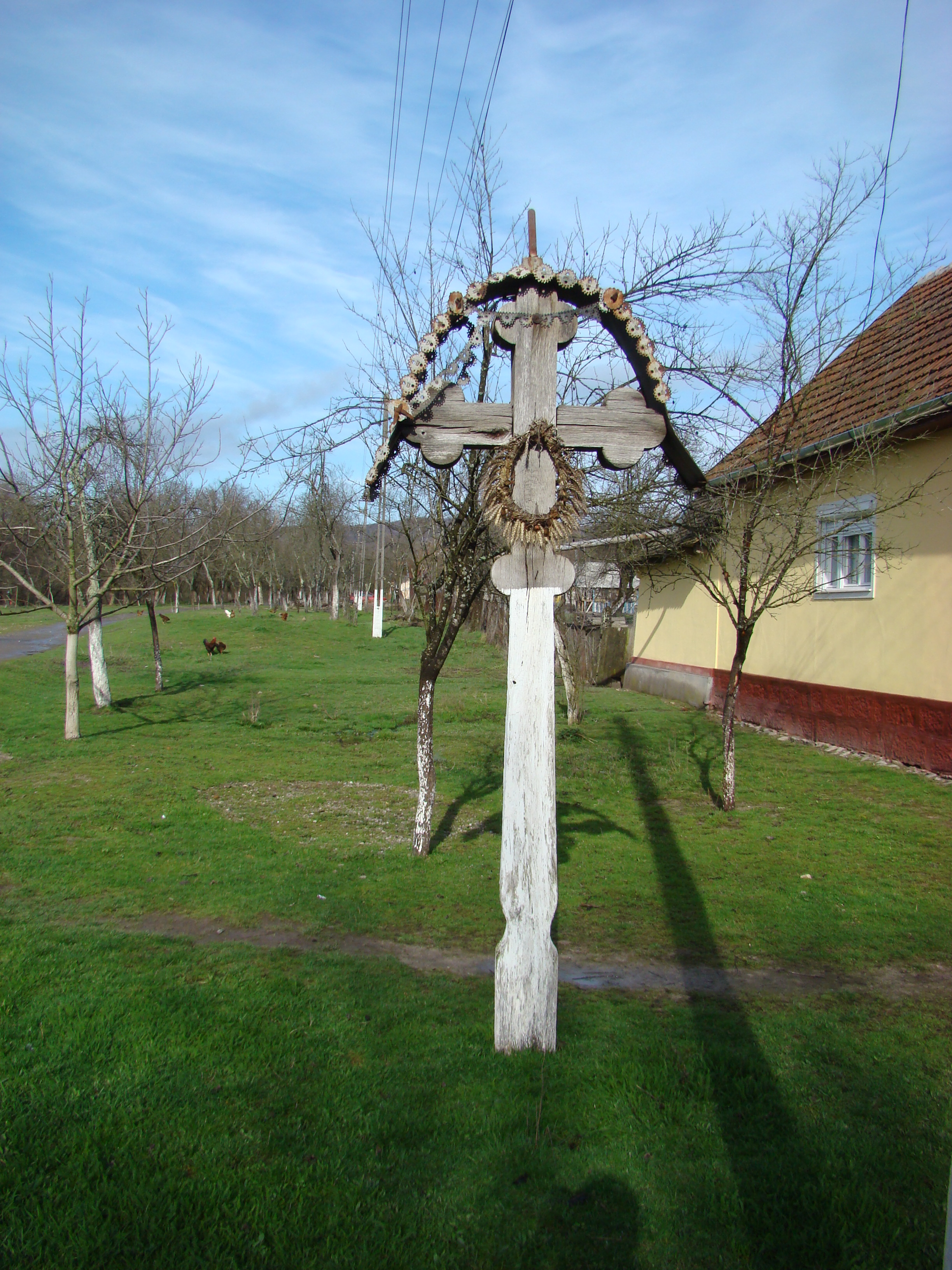
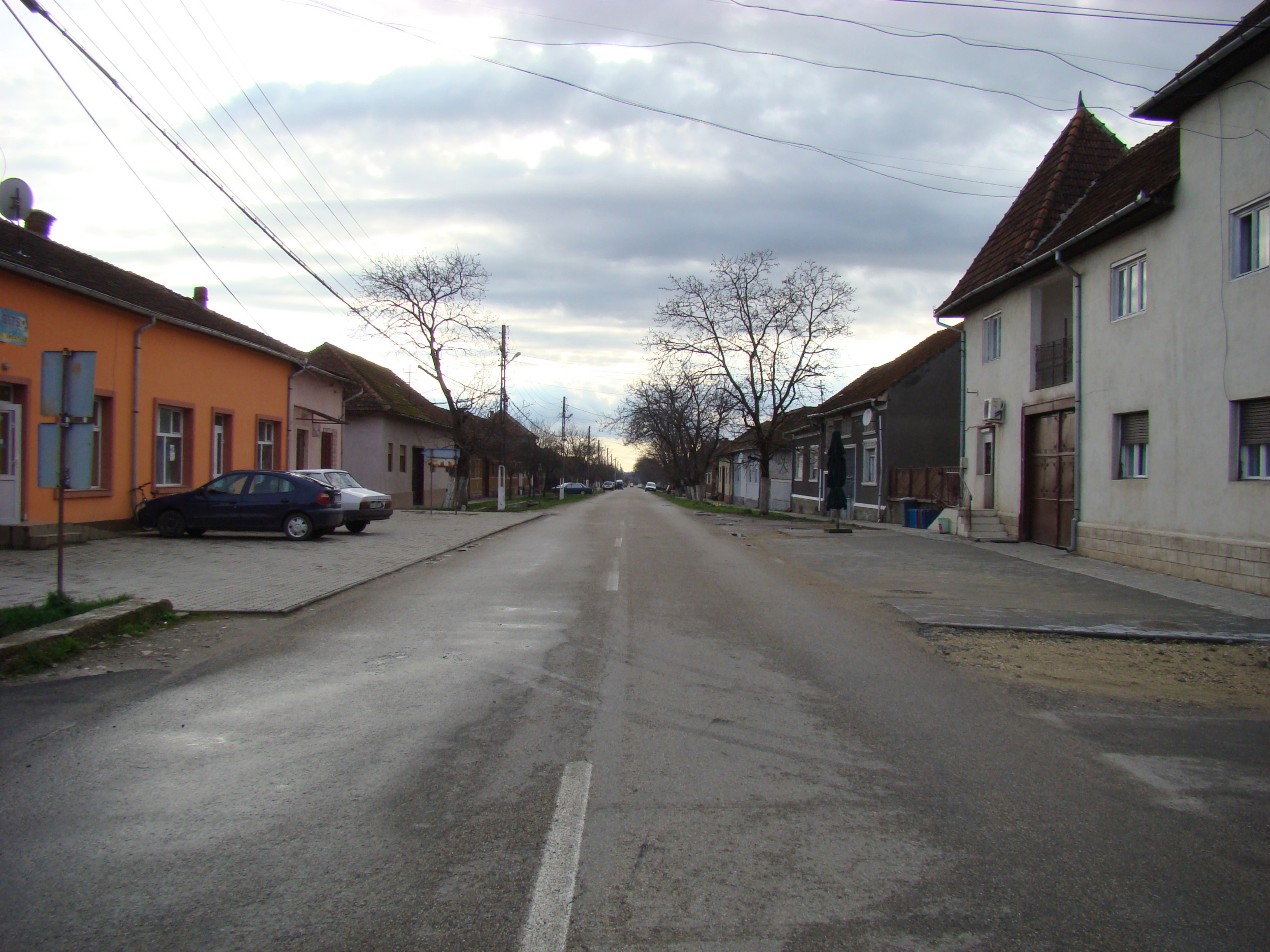
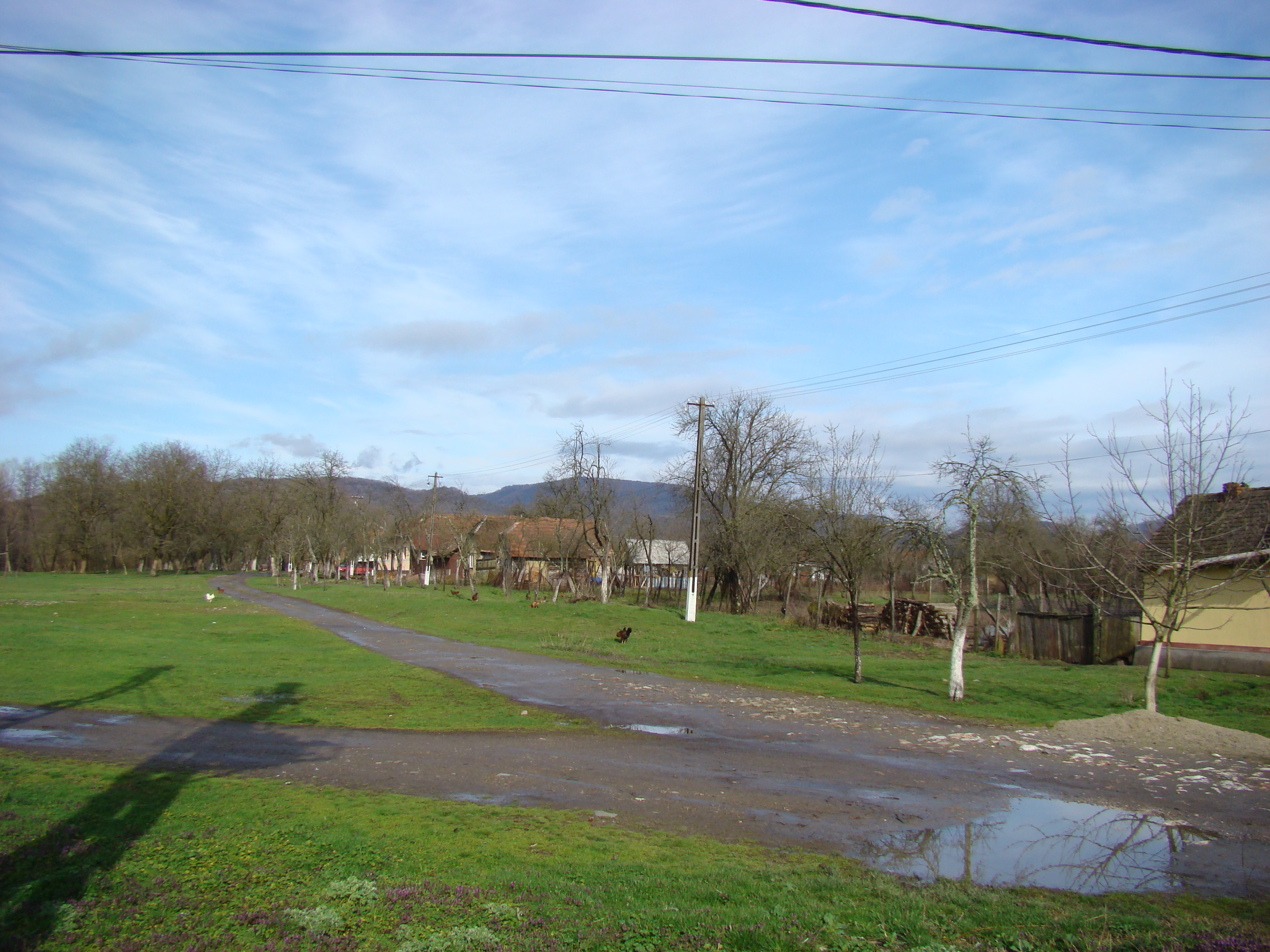
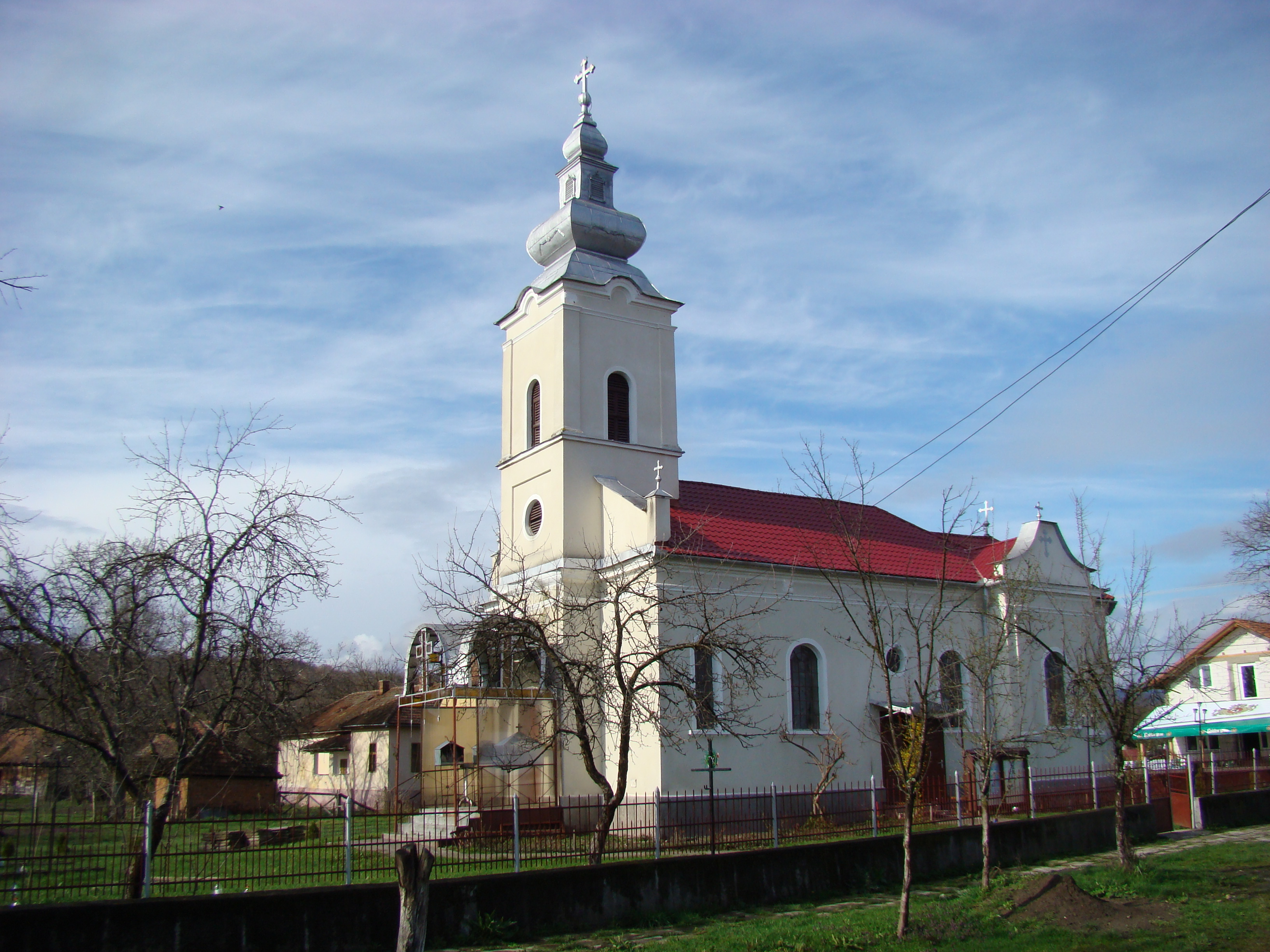
Biserica „Duminica Tuturor Sfinţilor” (1924)
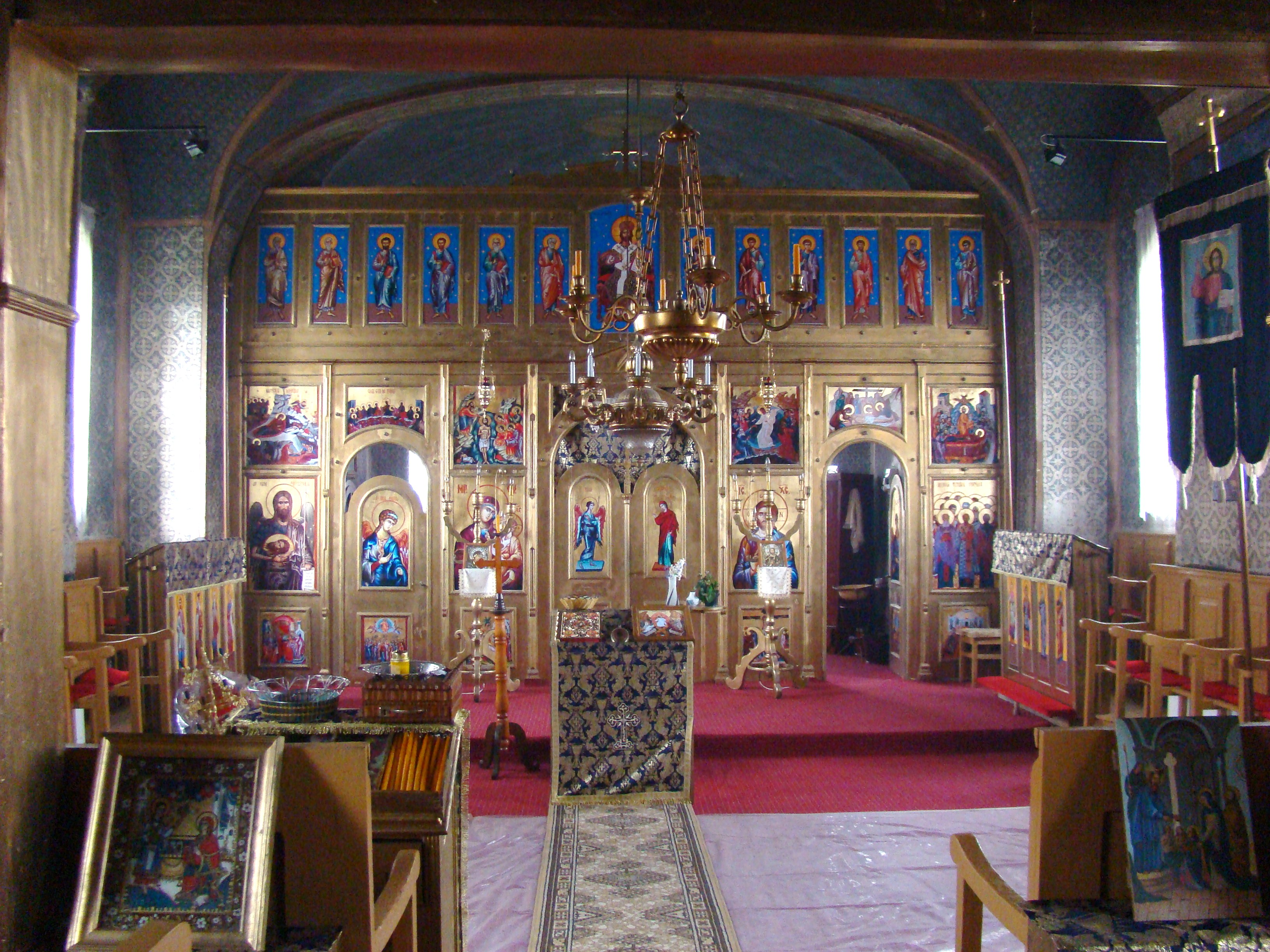
Biserica „Duminica Tuturor Sfinţilor” (nava spre iconostas)
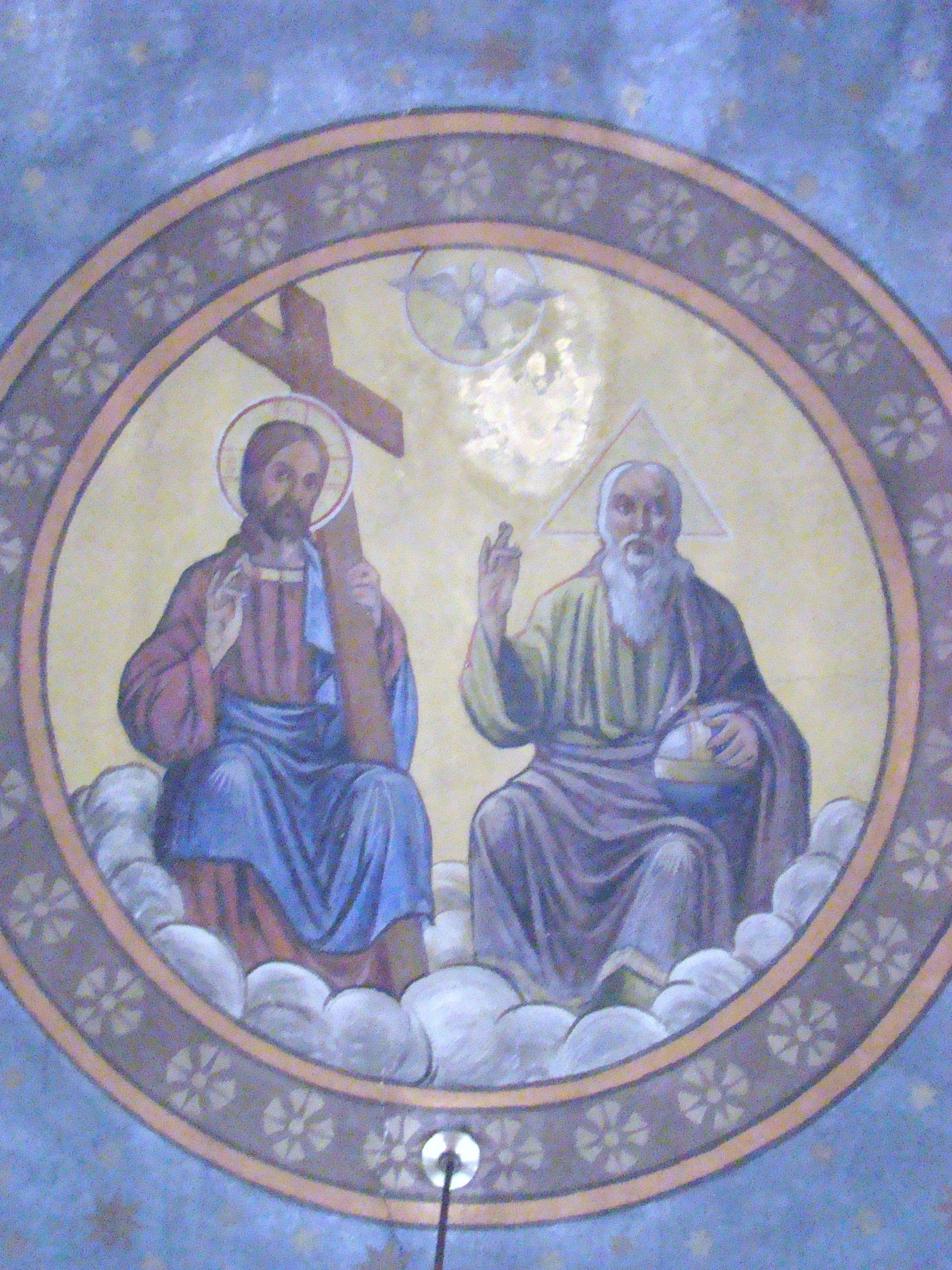
Biserica „Duminica Tuturor Sfinţilor” (pictura interioară)
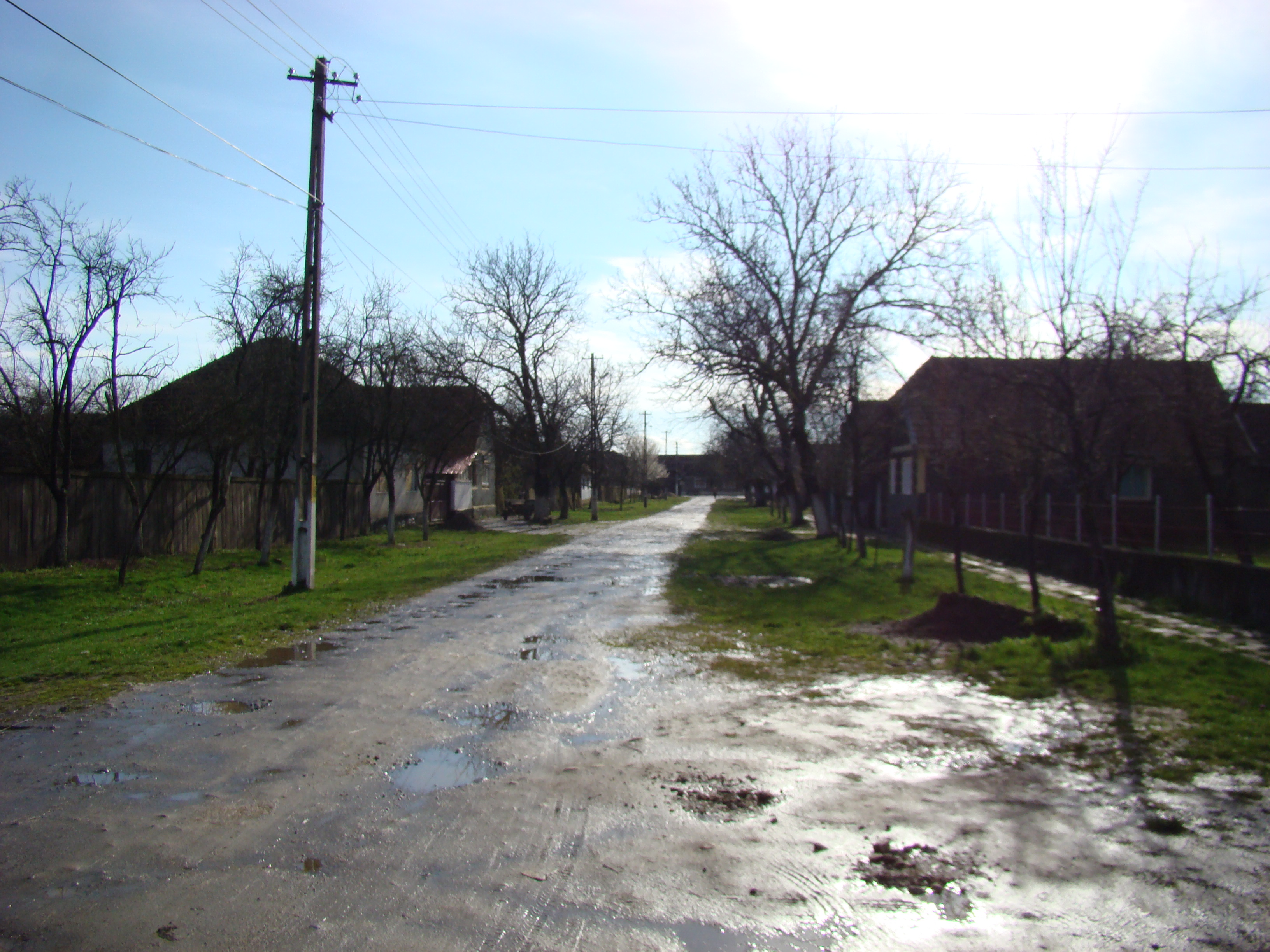